# Grand Prix Bahrajnu 2024
Grand Prix Bahrajnu 2024, oficjalnie Formula 1 Gulf Air Bahrain Grand Prix 2024 – pierwsza runda Mistrzostw Świata Formuły 1 w sezonie 2024. Weekend Grand Prix odbył się w dniach 29 lutego – 2 marca 2024 na torze Bahrain International Circuit na pustyni As-Sachir. Wyścig, po starcie z pole position, wygrał Max Verstappen (Red Bull Racing), a na podium kolejno stanęli Sergio Pérez (Red Bull Racing) oraz Carlos Sainz Jr. (Ferrari). Verstappen ustanowił również najszybsze okrążenie oraz prowadził przez cały wyścig, tym samym zdobywając piąty w karierze Wielki Szlem.

## Tło

### Data i lokalizacja
W ogłoszonym 5 lipca 2023 kalendarzu Mistrzostw Świata Formuły 1 na sezon 2024 potwierdzono Grand Prix Bahrajnu jako rundę inauguracyjną, zgodnie z odnowioną w 2022 roku umową, wedle której Bahrajn zapewnił sobie organizację wyścigów do 2036 roku. Weekend Grand Prix, złożony z trzech treningów, kwalifikacji i wyścigu zorganizowano w dniach 29 lutego – 2 marca 2024. Zwyczajowo weekendy Formuły 1 organizowane są między piątkiem a niedzielą, jednak w przypadku dwóch pierwszych rund sezonu 2024 postanowiono zorganizować je od czwartku do soboty. Przyczyną był rozpoczynający się w niedzielę 10 marca 2024 Ramadan. Chcąc uniknąć konfliktu dat ze świętem, kolejne Grand Prix, które odbywało się w Arabii Saudyjskiej postanowiono zorganizować dzień wcześniej, czyli 9 marca. Wpłynęło to na Grand Prix w Bahrajnie, ponieważ według regulaminu Formuły 1 między dwoma wyścigami wymagany jest przynajmniej tydzień przerwy. Po raz ostatni sobotnia inauguracja sezonu odbyła się w 1982 roku podczas Grand Prix Południowej Afryki, natomiast ostatni sobotni wyścig miał miejsce w sezonie 2023 podczas Grand Prix Las Vegas.
Runda w Bahrajnie była 1102. Grand Prix oficjalnie zaliczanym do Mistrzostw Świata oraz 20. Grand Prix Bahrajnu. Była to również runda jubileuszowa ze względu na 20-lecie organizowania wyścigów Grand Prix w tym kraju. Począwszy od 2004 Grand Prix organizowane jest regularnie, corocznie, wyjątek stanowił 2011 rok, w którym wyścig został odwołany ze względu na wystąpienia antyrządowe. Dodatkowo w 2020 roku, w związku z pandemią COVID-19, w Bahrajnie zorganizowano drugi wyścig – Grand Prix Sakhiru.
Wszystkie Grand Prix Bahrajnu odbyły się na obiekcie Bahrain International Circuit, który zlokalizowany jest na pustyni As-Sachir. Większość wyścigów odbyła się w wariancie toru „Grand Prix”. Jedynie w sezonie 2010 jeżdżono na dłuższym wariancie „Endurance”, a podczas Grand Prix Sakhiru na zewnętrznym owalu („Outer”).
Nie dokonano żadnych zmian w układzie toru w stosunku do poprzedniego sezonu, jednak przeprowadzono kilka prac naprawczych i zabezpieczających krawężniki oraz studzienki kanalizacyjne. Decyzja o pracach zapadła po testach przedsezonowych, które odbyły się na tym samym torze tydzień wcześniej, na skutek uwag zespołów oraz incydentu, w wyniku którego Charles Leclerc i Lewis Hamilton uszkodzili swoje bolidy o wystającą pokrywę studzienki.

### Lista startowa
Pierwszą rundę sezonu 2024 rozpoczęto w takim samym składzie kierowców, w jakim zakończono poprzedni, co jest pierwszym takim przypadkiem w historii Mistrzostw Świata Formuły 1. Kierowcy nie zmienili również zespołów, choć dwa zespoły z dziesięciu zmieniły swoje nazwy. W Formule 1 zadebiutowała ekipa Visa Cash App RB F1 Team (skrócona nazwa konstruktora to RB od Racing Bulls), która powstała po rebrandingu AlphaTauri. Do stawki powróciła również nazwa Sauber – z końcem sezonu 2023 zakończono współpracę z Alfą Romeo ze względu na rosnące zaangażowanie Audi. Szwajcarski zespół ogłosił, że sponsorami tytularnymi w sezonach 2024 i 2025 zostaną powiązane ze sobą firmy Kick oraz Stake, zanim zostanie przejęty przez niemieckiego producenta i przemianowany na zespół fabryczny.

## Lista startowa
| Nr          | Kierowca         | Zespół                        | Samochód                          | Silnik              | Opony |
| ----------- | ---------------- | ----------------------------- | --------------------------------- | ------------------- | ----- |
| 1           | Max Verstappen   | Oracle Red Bull Racing        | Red Bull RB20                     | Honda RBPTH002      | P     |
| 2           | Logan Sargeant   | Williams Racing               | Williams FW46                     | Mercedes-AMG F1 M15 | P     |
| 3           | Daniel Ricciardo | Visa Cash App RB F1 Team      | RB VCARB 01                       | Honda RBPTH002      | P     |
| 4           | Lando Norris     | McLaren Formula 1 Team        | McLaren MCL38                     | Mercedes-AMG F1 M15 | P     |
| 10          | Pierre Gasly     | BWT Alpine F1 Team            | Alpine A524                       | Renault E-Tech RE24 | P     |
| 11          | Sergio Pérez     | Oracle Red Bull Racing        | Red Bull RB20                     | Honda RBPTH002      | P     |
| 14          | Fernando Alonso  | Aston Martin Aramco F1 Team   | Aston Martin AMR24                | Mercedes-AMG F1 M15 | P     |
| 16          | Charles Leclerc  | Scuderia Ferrari              | Ferrari SF-24                     | Ferrari 066/12      | P     |
| 18          | Lance Stroll     | Aston Martin Aramco F1 Team   | Aston Martin AMR24                | Mercedes-AMG F1 M15 | P     |
| 20          | Kevin Magnussen  | MoneyGram Haas F1 Team        | Haas VF-24                        | Ferrari 066/10      | P     |
| 22          | Yūki Tsunoda     | Visa Cash App RB F1 Team      | RB VCARB 01                       | Honda RBPTH002      | P     |
| 23          | Alexander Albon  | Williams Racing               | Williams FW46                     | Mercedes-AMG F1 M15 | P     |
| 24          | Zhou Guanyu      | Stake F1 Team Kick Sauber     | Kick Sauber C44                   | Ferrari 066/12      | P     |
| 27          | Nico Hülkenberg  | MoneyGram Haas F1 Team        | Haas VF-24                        | Ferrari 066/10      | P     |
| 31          | Esteban Ocon     | BWT Alpine F1 Team            | Alpine A524                       | Renault E-Tech RE24 | P     |
| 44          | Lewis Hamilton   | Mercedes-AMG PETRONAS F1 Team | Mercedes-AMG F1 W15 E Performance | Mercedes-AMG F1 M15 | P     |
| 55          | Carlos Sainz Jr. | Scuderia Ferrari              | Ferrari SF-24                     | Ferrari 066/12      | P     |
| 63          | George Russell   | Mercedes-AMG PETRONAS F1 Team | Mercedes-AMG F1 W15 E Performance | Mercedes-AMG F1 M15 | P     |
| 77          | Valtteri Bottas  | Stake F1 Team Kick Sauber     | Kick Sauber C44                   | Ferrari 066/12      | P     |
| 81          | Oscar Piastri    | McLaren Formula 1 Team        | McLaren MCL38                     | Mercedes-AMG F1 M15 | P     |
| Źródło: FIA |                  |                               |                                   |                     |       |

## Wyniki

### Najlepsze czasy sesji treningowych
| Sesja       | Nr | Kierowca         | Konstruktor   | Czas     | Okr. |
| ----------- | -- | ---------------- | ------------- | -------- | ---- |
| 1           | 3  | Daniel Ricciardo | RB-Honda RBPT | 1:32,869 | 23   |
| 2           | 44 | Lewis Hamilton   | Mercedes      | 1:30,374 | 25   |
| 3           | 55 | Carlos Sainz Jr. | Ferrari       | 1:30,824 | 18   |
| Źródło: FIA |    |                  |               |          |      |

### Kwalifikacje
| P                    | Nr | Kierowca         | Konstruktor                  | Czasy w kwalifikacjach | Czasy w kwalifikacjach | Czasy w kwalifikacjach | Poz. s. |
| P                    | Nr | Kierowca         | Konstruktor                  | Q1                     | Q2                     | Q3                     | Poz. s. |
| -------------------- | -- | ---------------- | ---------------------------- | ---------------------- | ---------------------- | ---------------------- | ------- |
| 1                    | 1  | Max Verstappen   | Red Bull Racing-Honda RBPT   | 1:30,031               | 1:29,374               | 1:29,179               | 1       |
| 2                    | 16 | Charles Leclerc  | Ferrari                      | 1:30,243               | 1:29,165               | 1:29,407               | 2       |
| 3                    | 63 | George Russell   | Mercedes                     | 1:30,350               | 1:29,922               | 1:29,485               | 3       |
| 4                    | 55 | Carlos Sainz Jr. | Ferrari                      | 1:29,909               | 1:29,573               | 1:29,507               | 4       |
| 5                    | 11 | Sergio Pérez     | Red Bull Racing-Honda RBPT   | 1:30,221               | 1:29,932               | 1:29,537               | 5       |
| 6                    | 14 | Fernando Alonso  | Aston Martin Aramco-Mercedes | 1:30,179               | 1:29,801               | 1:29,542               | 6       |
| 7                    | 4  | Lando Norris     | McLaren-Mercedes             | 1:30,143               | 1:29,941               | 1:29,614               | 7       |
| 8                    | 81 | Oscar Piastri    | McLaren-Mercedes             | 1:30,531               | 1:30,122               | 1:29,683               | 8       |
| 9                    | 44 | Lewis Hamilton   | Mercedes                     | 1:30,451               | 1:29,718               | 1:29,710               | 9       |
| 10                   | 27 | Nico Hülkenberg  | Haas-Ferrari                 | 1:30,566               | 1:29,851               | 1:30,502               | 10      |
| 11                   | 22 | Yūki Tsunoda     | RB-Honda RBPT                | 1:30,481               | 1:30,129               |                        | 11      |
| 12                   | 18 | Lance Stroll     | Aston Martin Aramco-Mercedes | 1:29,965               | 1:30,200               |                        | 12      |
| 13                   | 23 | Alexander Albon  | Williams-Mercedes            | 1:30,397               | 1:30,221               |                        | 13      |
| 14                   | 3  | Daniel Ricciardo | RB-Honda RBPT                | 1:30,562               | 1:30,278               |                        | 14      |
| 15                   | 20 | Kevin Magnussen  | Haas-Ferrari                 | 1:30,646               | 1:30,529               |                        | 15      |
| 16                   | 77 | Valtteri Bottas  | Kick Sauber-Ferrari          | 1:30,756               |                        |                        | 16      |
| 17                   | 24 | Zhou Guanyu      | Kick Sauber-Ferrari          | 1:30,757               |                        |                        | 17      |
| 18                   | 2  | Logan Sargeant   | Williams-Mercedes            | 1:30,770               |                        |                        | 18      |
| 19                   | 31 | Esteban Ocon     | Alpine-Renault               | 1:30,793               |                        |                        | 19      |
| 20                   | 10 | Pierre Gasly     | Alpine-Renault               | 1:30,948               |                        |                        | 20      |
| 107% czasu: 1:36,202 |    |                  |                              |                        |                        |                        |         |
| Źródło: FIA          |    |                  |                              |                        |                        |                        |         |

### Wyścig
| P           | Nr | Kierowca         | Konstruktor                  | Okr. | Czas         | Poz. s. | +/−       | Punkty |
| ----------- | -- | ---------------- | ---------------------------- | ---- | ------------ | ------- | --------- | ------ |
| 1           | 1  | Max Verstappen   | Red Bull Racing-Honda RBPT   | 57   | 1:31:44,742  | 1       | Bez zmian | 25+1   |
| 2           | 11 | Sergio Pérez     | Red Bull Racing-Honda RBPT   | 57   | +22,457      | 5       | 3         | 18     |
| 3           | 55 | Carlos Sainz Jr. | Ferrari                      | 57   | +25,110      | 4       | 1         | 15     |
| 4           | 16 | Charles Leclerc  | Ferrari                      | 57   | +39,669      | 2       | 2         | 12     |
| 5           | 63 | George Russell   | Mercedes                     | 57   | +46,788      | 3       | 2         | 10     |
| 6           | 4  | Lando Norris     | McLaren-Mercedes             | 57   | +48,458      | 7       | 1         | 8      |
| 7           | 44 | Lewis Hamilton   | Mercedes                     | 57   | +50,324      | 9       | 2         | 6      |
| 8           | 81 | Oscar Piastri    | McLaren-Mercedes             | 57   | +56,082      | 8       | Bez zmian | 4      |
| 9           | 14 | Fernando Alonso  | Aston Martin Aramco-Mercedes | 57   | +1:14,887    | 6       | 3         | 2      |
| 10          | 18 | Lance Stroll     | Aston Martin Aramco-Mercedes | 57   | +1:33,216    | 12      | 2         | 1      |
| 11          | 24 | Zhou Guanyu      | Kick Sauber-Ferrari          | 56   | +1 okrążenie | 17      | 6         |        |
| 12          | 20 | Kevin Magnussen  | Haas-Ferrari                 | 56   | +1 okrążenie | 15      | 3         |        |
| 13          | 3  | Daniel Ricciardo | RB-Honda RBPT                | 56   | +1 okrążenie | 14      | 1         |        |
| 14          | 22 | Yūki Tsunoda     | RB-Honda RBPT                | 56   | +1 okrążenie | 11      | 3         |        |
| 15          | 23 | Alexander Albon  | Williams-Mercedes            | 56   | +1 okrążenie | 13      | 2         |        |
| 16          | 27 | Nico Hülkenberg  | Haas-Ferrari                 | 56   | +1 okrążenie | 10      | 6         |        |
| 17          | 31 | Esteban Ocon     | Alpine-Renault               | 56   | +1 okrążenie | 19      | 2         |        |
| 18          | 10 | Pierre Gasly     | Alpine-Renault               | 56   | +1 okrążenie | 20      | 2         |        |
| 19          | 77 | Valtteri Bottas  | Kick Sauber-Ferrari          | 56   | +1 okrążenie | 16      | 3         |        |
| 20          | 2  | Logan Sargeant   | Williams-Mercedes            | 55   | +2 okrążenia | 18      | 2         |        |
| Źródło: FIA |    |                  |                              |      |              |         |           |        |

### Najszybsze okrążenie
| Nr          | Kierowca       | Konstruktor                | Czas     | Okr. |
| ----------- | -------------- | -------------------------- | -------- | ---- |
| 1           | Max Verstappen | Red Bull Racing-Honda RBPT | 1:32,608 | 39   |
| Źródło: FIA |                |                            |          |      |

### Prowadzenie w wyścigu
| Nr                              | Kierowca       | Konstruktor                | Okrążenia | Suma |
| ------------------------------- | -------------- | -------------------------- | --------- | ---- |
| 1                               | Max Verstappen | Red Bull Racing-Honda RBPT | 1–57      | 57   |
| \| Wykres \| \| ------ \| \| \| |                |                            |           |      |
| Źródło: FIA                     |                |                            |           |      |
| Wykres                          |                |                            |           |      |
|                                 |                |                            |           |      |

## Klasyfikacja po wyścigu

### Kierowcy
| P           | Kierowca         | Zgł. | Punkty | P1 | P2 | P3 | PP | NO |
| ----------- | ---------------- | ---- | ------ | -- | -- | -- | -- | -- |
| 1           | Max Verstappen   | 1    | 26     | 1  | –  | –  | 1  | 1  |
| 2           | Sergio Pérez     | 1    | 18     | –  | 1  | –  | –  | –  |
| 3           | Carlos Sainz Jr. | 1    | 15     | –  | –  | 1  | –  | –  |
| 4           | Charles Leclerc  | 1    | 12     | –  | –  | –  | –  | –  |
| 5           | George Russell   | 1    | 10     | –  | –  | –  | –  | –  |
| 6           | Lando Norris     | 1    | 8      | –  | –  | –  | –  | –  |
| 7           | Lewis Hamilton   | 1    | 6      | –  | –  | –  | –  | –  |
| 8           | Oscar Piastri    | 1    | 4      | –  | –  | –  | –  | –  |
| 9           | Fernando Alonso  | 1    | 2      | –  | –  | –  | –  | –  |
| 10          | Lance Stroll     | 1    | 1      | –  | –  | –  | –  | –  |
| 11          | Zhou Guanyu      | 1    | 0      | –  | –  | –  | –  | –  |
| 12          | Kevin Magnussen  | 1    | 0      | –  | –  | –  | –  | –  |
| 13          | Daniel Ricciardo | 1    | 0      | –  | –  | –  | –  | –  |
| 14          | Yūki Tsunoda     | 1    | 0      | –  | –  | –  | –  | –  |
| 15          | Alexander Albon  | 1    | 0      | –  | –  | –  | –  | –  |
| 16          | Nico Hülkenberg  | 1    | 0      | –  | –  | –  | –  | –  |
| 17          | Esteban Ocon     | 1    | 0      | –  | –  | –  | –  | –  |
| 18          | Pierre Gasly     | 1    | 0      | –  | –  | –  | –  | –  |
| 19          | Valtteri Bottas  | 1    | 0      | –  | –  | –  | –  | –  |
| 20          | Logan Sargeant   | 1    | 0      | –  | –  | –  | –  | –  |
| Źródło: FIA |                  |      |        |    |    |    |    |    |

### Konstruktorzy
| P           | Konstruktor                  | Zgł. | Punkty | P1 | P2 | P3 | PP | NO |
| ----------- | ---------------------------- | ---- | ------ | -- | -- | -- | -- | -- |
| 1           | Red Bull Racing-Honda RBPT   | 2    | 44     | 1  | 1  | –  | 1  | 1  |
| 2           | Ferrari                      | 2    | 27     | –  | –  | 1  | –  | –  |
| 3           | Mercedes                     | 2    | 16     | –  | –  | –  | –  | –  |
| 4           | McLaren-Mercedes             | 2    | 12     | –  | –  | –  | –  | –  |
| 5           | Aston Martin Aramco-Mercedes | 2    | 3      | –  | –  |    | –  | –  |
| 6           | Kick Sauber-Ferrari          | 2    | 0      | –  | –  | –  | –  | –  |
| 7           | Haas-Ferrari                 | 2    | 0      | –  | –  | –  | –  | –  |
| 8           | RB-Honda RBPT                | 2    | 0      | –  | –  | –  | –  | –  |
| 9           | Williams-Mercedes            | 2    | 0      | –  | –  | –  | –  | –  |
| 10          | Alpine-Renault               | 2    | 0      | –  | –  | –  | –  | –  |
| Źródło: FIA |                              |      |        |    |    |    |    |    |